# Eugenio Cajés

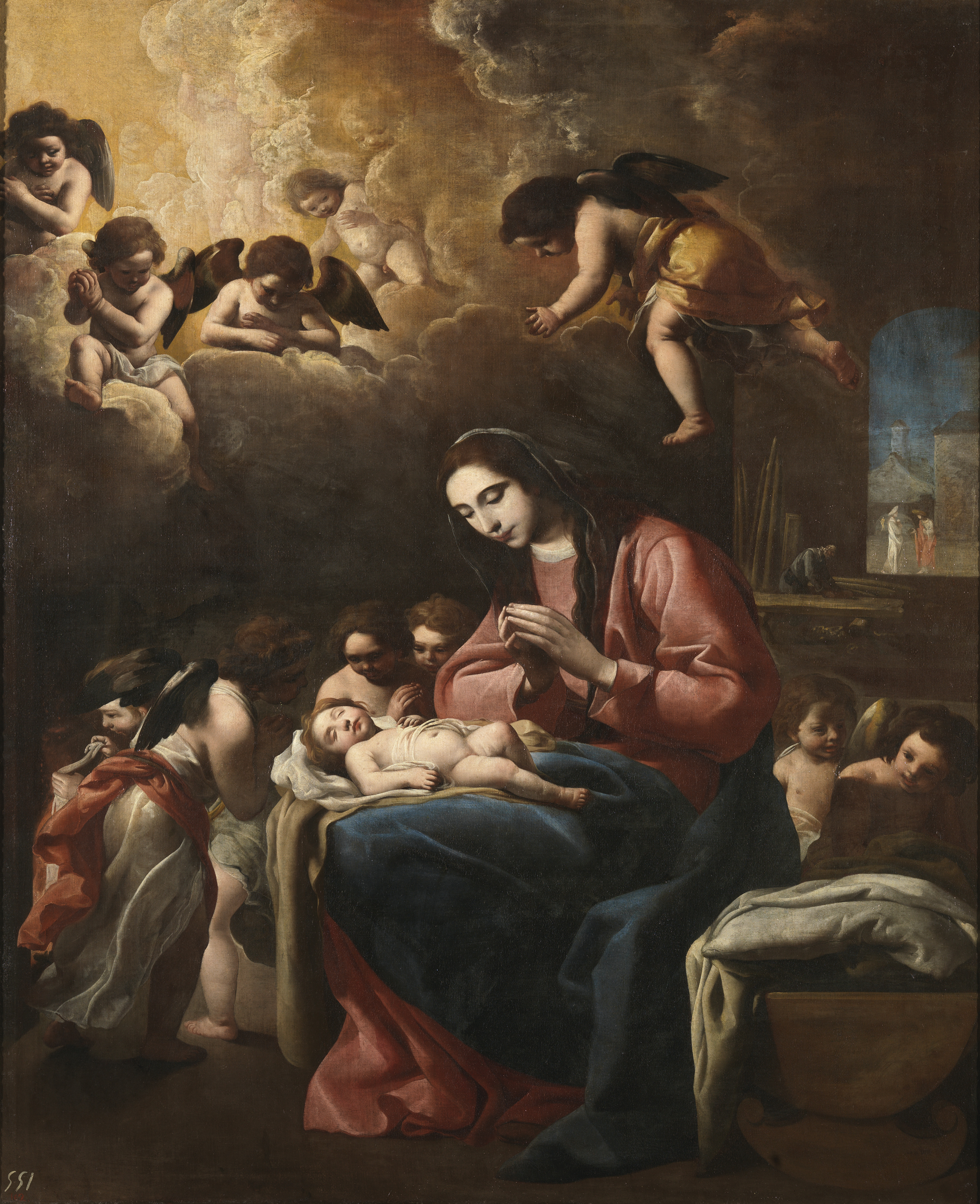
Eugenio Cajés: Madonna und Kind mit Engeln, 1613 oder 1618, Öl auf Leinwand, 160 × 135 cm, Museo del Prado, Madrid

Eugenio Caxés oder Cajés (de la Fuente) (auch: Cajesi, Caxesi, Cagesi, Caxessi, Caxiesi, Caxete; italienisch: Cascese, Cascesi, Caccesi; * 1574 in Madrid; † 15. Dezember 1634 ebenda) war ein spanisch-italienischer Maler, Freskant, Stuckateur und Vergolder im Übergang zwischen Manierismus und Barock.

## Leben
Eugenio war das älteste von acht Kindern des italienischen Malers Patrizio Cascese (spanisch: Patricio Cajés) und von dessen Frau, der Spanierin Casilda de la Fuente; einer der Brüder, Octaviano, war auch Maler. Der Familienname leitete sich ab von dem Ort Cascese in der Gemeinde Castel San Niccolò in der Toskana.
Der Vater Patricio war 1567 nach Spanien gekommen, um zusammen mit Gaspar Becerra an Fresken und Stuckaturen im Escorial und in anderen königlichen Residenzen zu arbeiten.
Seine erste Ausbildung erhielt Eugenio von seinem Vater. Jusepe Martínez behauptete im 18. Jahrhundert, dass Eugenio Cajés „lange in Italien studierte“ – das ist jedoch nicht dokumentarisch bewiesen. Stilistisch gesehen wäre es genauso gut möglich, dass er seine Ausbildung ausschließlich im manieristisch geprägten Ambiente des Escorial erhielt. Roberto Longhi hielt eine Ausbildung bei Bartolomé Carducho – der wie Eugenios Vater ebenfalls Italiener war – für möglich, doch könnten gewisse Affinitäten auch über die Zusammenarbeit und Freundschaft mit dessen Bruder Vicente Carducho erklärt werden.
Eugenio heiratete 1598 (nach seiner behaupteten Rückkehr aus Italien) Felipa Manzano, die Tochter eines Zimmermanns aus El Escorial.

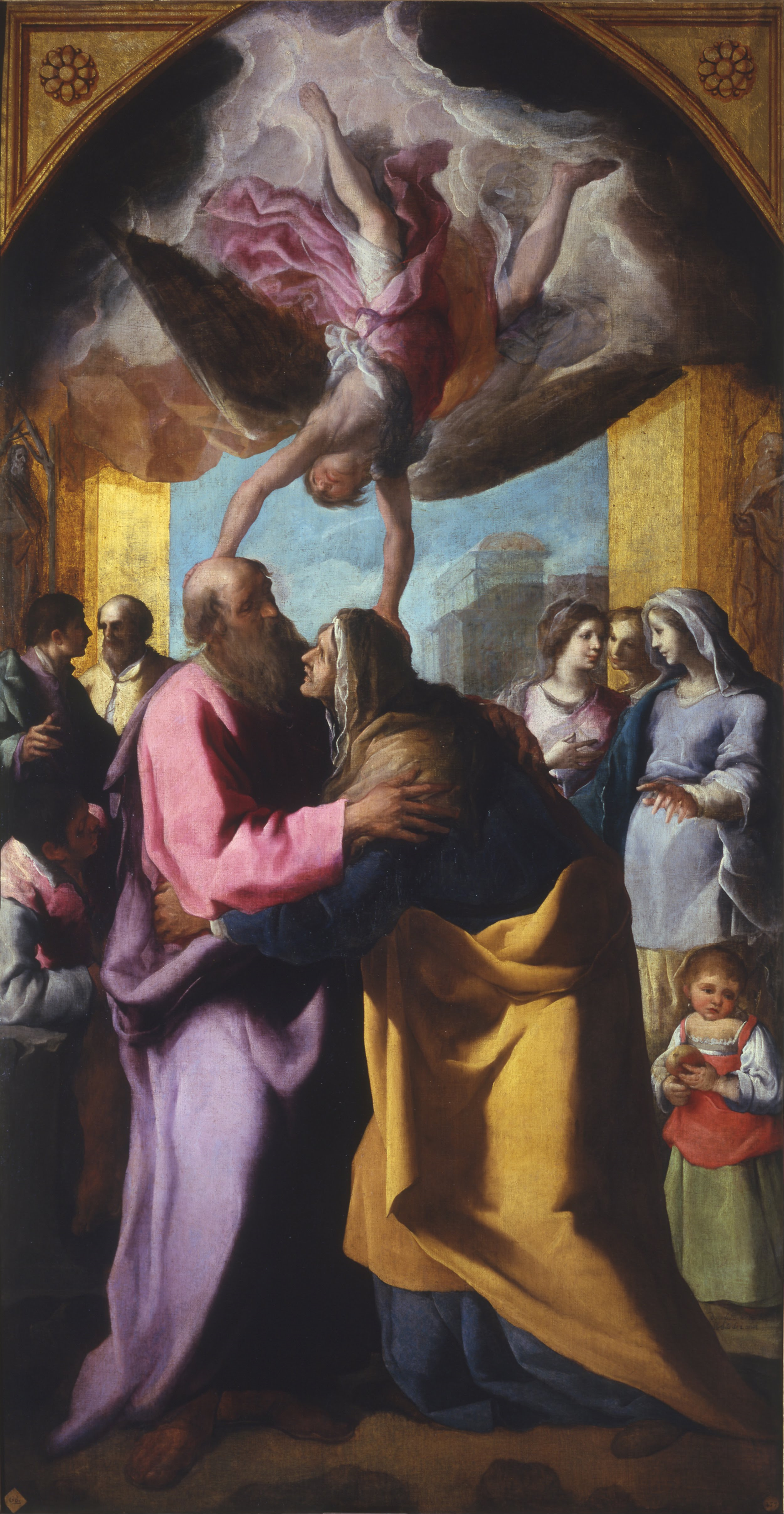
Umarmung der Hl. Joachim und Anna, 1604, Öl auf Leinwand, 272 × 143 cm, Real Academia de Bellas Artes de San Fernando, Madrid

Anfangs arbeitete er oft mit seinem Vater zusammen, wie beispielsweise an dem Altarretabel für San Felipe el Real, zu dem wahrscheinlich das 1604 vollendete Gemälde Umarmung der Hl. Joachim und Anna, der Eltern der Jungfrau Maria, gehört (Madrid, Real Academia de San Fernando).
Ab 1602 arbeitete Eugenio Cajés auch eigenständig, und kopierte etwa 1604 für König Philipp III. zwei Gemälde von Correggio, Leda und der Schwan und die Entführung des Ganymed; diese Kopien sind in den Sammlungen des Prado erhalten. Die Auseinandersetzung mit dem Meister aus Parma ist bezeichnend für Eugenios malerische und stilistische Entwicklung: Sein eigener Stil war sein Leben lang von einer ähnlich großen Weichheit (morbidezza) und Lieblichkeit geprägt, mit einem leichten dünnflüssigen Farbauftrag. Typisch für Cajés ist auch eine gewisse Vereinfachung der Gesichtszüge, die in der Literatur manchmal als „ausdruckslos“ bezeichnet werden (vor allem bei Frauen).
Eugenio Cajés entwickelte sich zu einem der am meisten geschätzten und gelobten spanischen Maler seiner Zeit und war einer der signifikantesten Künstler im ersten Drittel des 17. Jahrhunderts in Spanien.
Zwischen 1607 und 1609 war er neben anderen Künstlern an Dekorationen im Palacio del Pardo beteiligt und malte mythologische Fresken im Audienzsaal (nicht erhalten !), während sein Vater Patricio in der Galerie der Königin wirkte; auch in den folgenden Jahren arbeitete er noch mit seinem Vater zusammen. 1612 folgte dann die offizielle Ernennung Eugenios zum Maler des Königs (pintor del Rey).
Etwa ab 1610 begann seine fruchtbare künstlerische Beziehung mit Vicente Carducho, mit dem er gemeinsam in verschiedenen königlichen Residenzen und in der Kathedrale von Toledo wirkte. Für das Monasterio de Guadalupe in Cáceres (1618) und für die Kirche von Algete (Madrid, 1619) schufen die beiden zusammen die großen Hauptaltäre. Unter dem Einfluss Carduchos wurden die Figuren von Cajés monumentaler und seine Farbpalette etwas zurückhaltender, mit stärkeren Tendenzen zum mittlerweile modernen Naturalismus.
Die Werke des „Maler-Teams“ Carducho-Cajés galten als das Beste, was zu dieser Zeit in Spanien zu haben war, und sogar Lope de Vega besang ihre Malerei als „schöner Gipfel des Parnass“ (cumbre hermosa del Parnaso; in: Laurel de Apolo, 1630).
Neben der gemeinsam Arbeit mit Vicente Carducho in der Capilla del Sagrario der Kathedrale von Toledo schuf Cajés 1615–1616 auch Altarbilder für andere Kirchen der Stadt, wie etwa eine Santa Leocadia für die gleichnamige Kirche, die eine gewisse Auseinandersetzung mit Juan Bautista Maíno zeigt.

Zu seinen gelungensten Werken gehört die Madonna mit Kind und Engeln im Prado (Madrid; siehe Abb. ganz oben), ein Bild von lieblicher Feinheit und Intimität und von einer wiederum an Correggio erinnernden malerischen Weichheit.

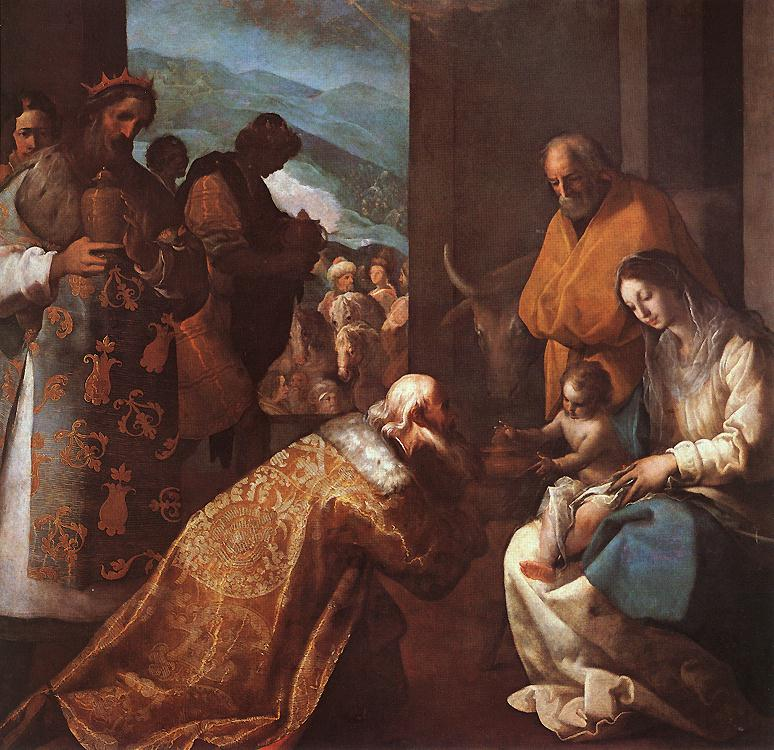
Anbetung der Könige, 1620er Jahre, Öl auf Leinwand, 183,0 × 186,5 cm, Szépművészeti Múzeum, Budapest

Cajés setzte sich sein Leben lang für eine Gleichstellung der Malerei mit den freien Künsten (artes liberales) ein, und damit für eine bessere gesellschaftliche Anerkennung und Behandlung der spanischen Maler. Er versuchte zusammen mit anderen Malern in Madrid eine Academia de Pintura nach italienischem Vorbild einzurichten, was jedoch am gesellschaftlichen Widerstand scheiterte. 1628 reichte er zusammen mit Vicente Carducho, Angelo Nardi und anderen Malern eine Klage gegen die auf Kunstwerke erhobenen Steuern ein – dieselben Steuern, die auch auf Waren erhoben wurden.
Zu den besten Werken seiner Spätzeit gehören die beiden Gemälde Mariä Himmelfahrt (1629) und das Martyrium des hl. Philippus (1630) in der Gemeindekirche von Torrelaguna, ebenso wie die Anbetung der Könige in Budapest (Szépművészeti Múzeum), oder der Christus auf dem Kalvarienberg (Prado, im Depot in der Universität von Barcelona); der letztere zeigt Affinitäten zu Sebastiano del Piombo oder Ribalta.
1631 malte Cajés eine Geschichte des Agamemnon für den Alcázar von Madrid, als Gegenstück zu einer Geschichte des Scipio von Vicente Carducho; beide Bilder sind nicht erhalten.
Seine wohl letzten Werke waren zwei großformatige Historiengemälde für den Salón de Reinos im Palacio del Buen Retiro, für die er 700 Dukaten bekam: Das erste dieser Bilder, Die Vertreibung der Holländer von der Insel San Martín durch den Marqués de Cadereita, ging während des Unabhängigkeitskrieges verloren. Das zweite Gemälde, die Wiedereinnahme von San Juan de Puerto Rico, wird im Prado (Madrid) aufbewahrt, ist jedoch nur zu einem geringen Teil als eigenes Werk von Cajés einzustufen, da der Künstler während der Arbeit, am 15. Dezember 1634, in seinem Haus in der Calle del Baño verstarb; das Bild wurde zum großen Teil von zweien seiner Schüler, Antonio Puga und Luis Fernández, gemalt und ist ganz untypisch für das Schaffen von Eugenio Cajés. Ein weiterer Schüler von Cajés war Antonio Lanchares.
Nach seinem Tode wurde Eugenio Cajés in der Kirche des Klosters San Felipe el Real bestattet, deren Altar er zusammen mit seinem Vater um 1604 gemalt hatte.
Laut einem Testament des Malers Juan Pantoja de la Cruz, mit dem Eugenio Cajés befreundet war, arbeitete er auch als Elfenbeinschnitzer, doch davon haben sich keine Spuren erhalten.

## Bildergalerie

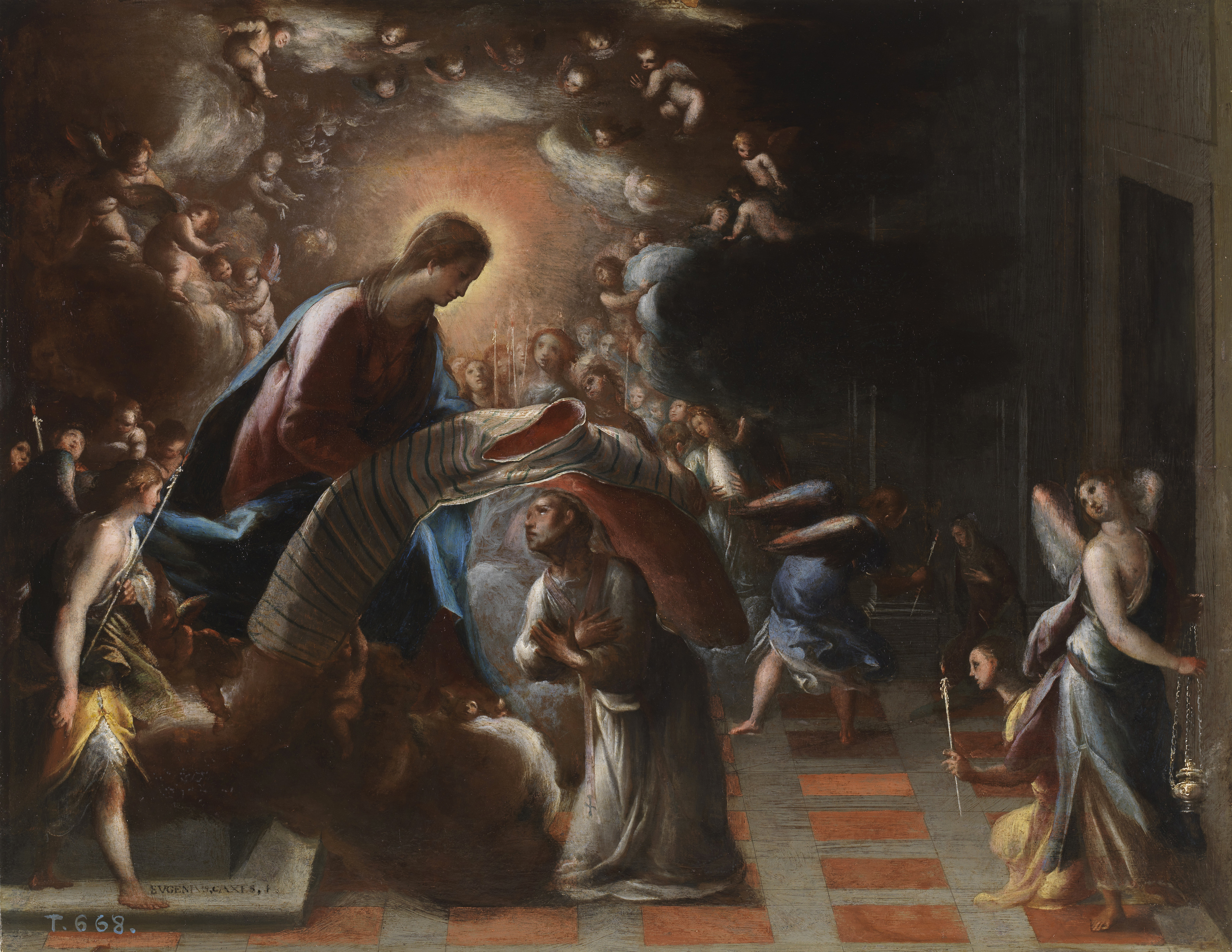
Einkleidung des hl. Ildefonso durch die Madonna, um 1600, Öl auf Holz, 40 × 51 cm, Museo del Prado, Madrid
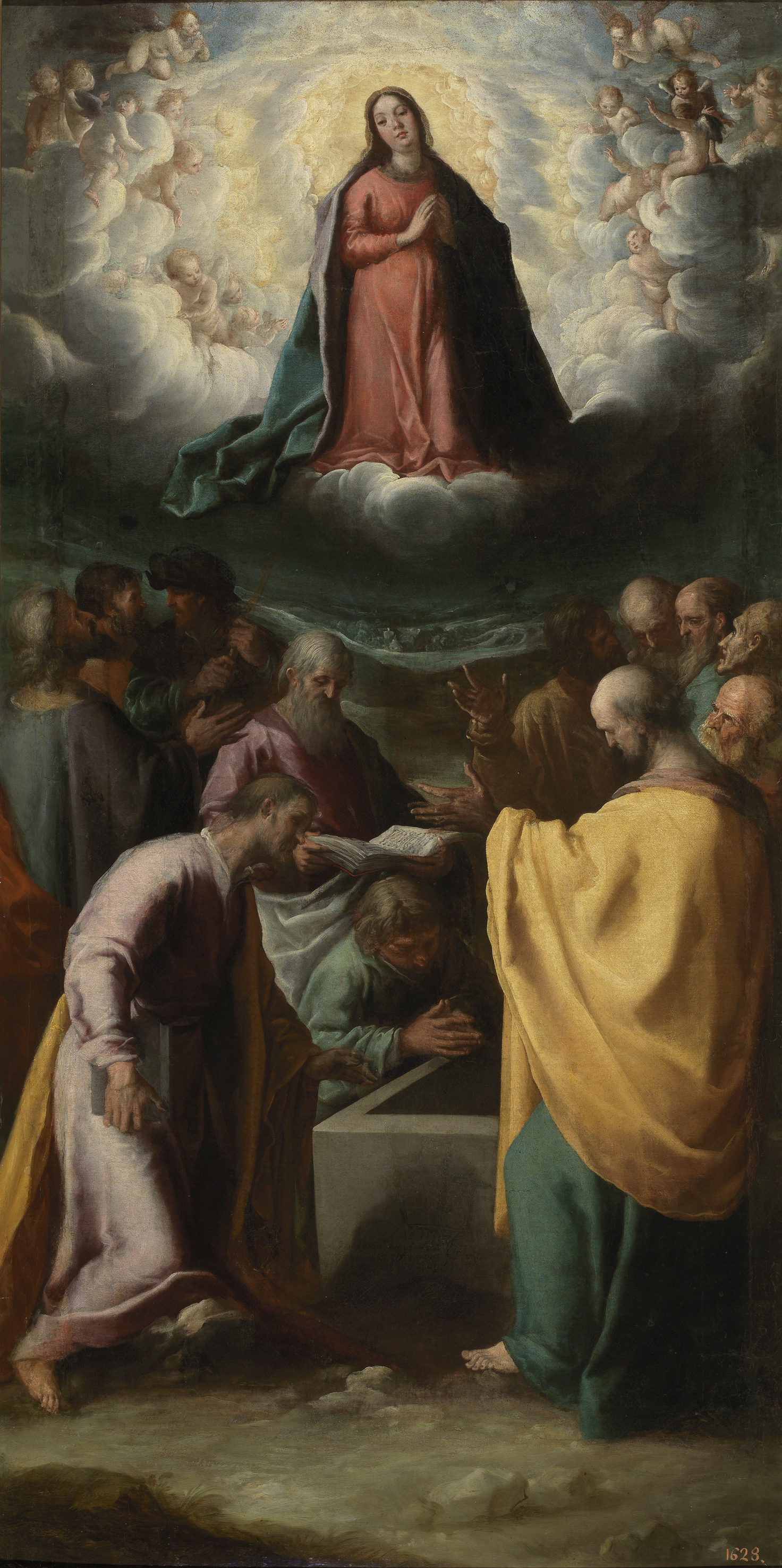
Himmelfahrt Mariä, 1603, Öl auf Leinwand, 140 × 71 cm, Museo del Prado, Madrid
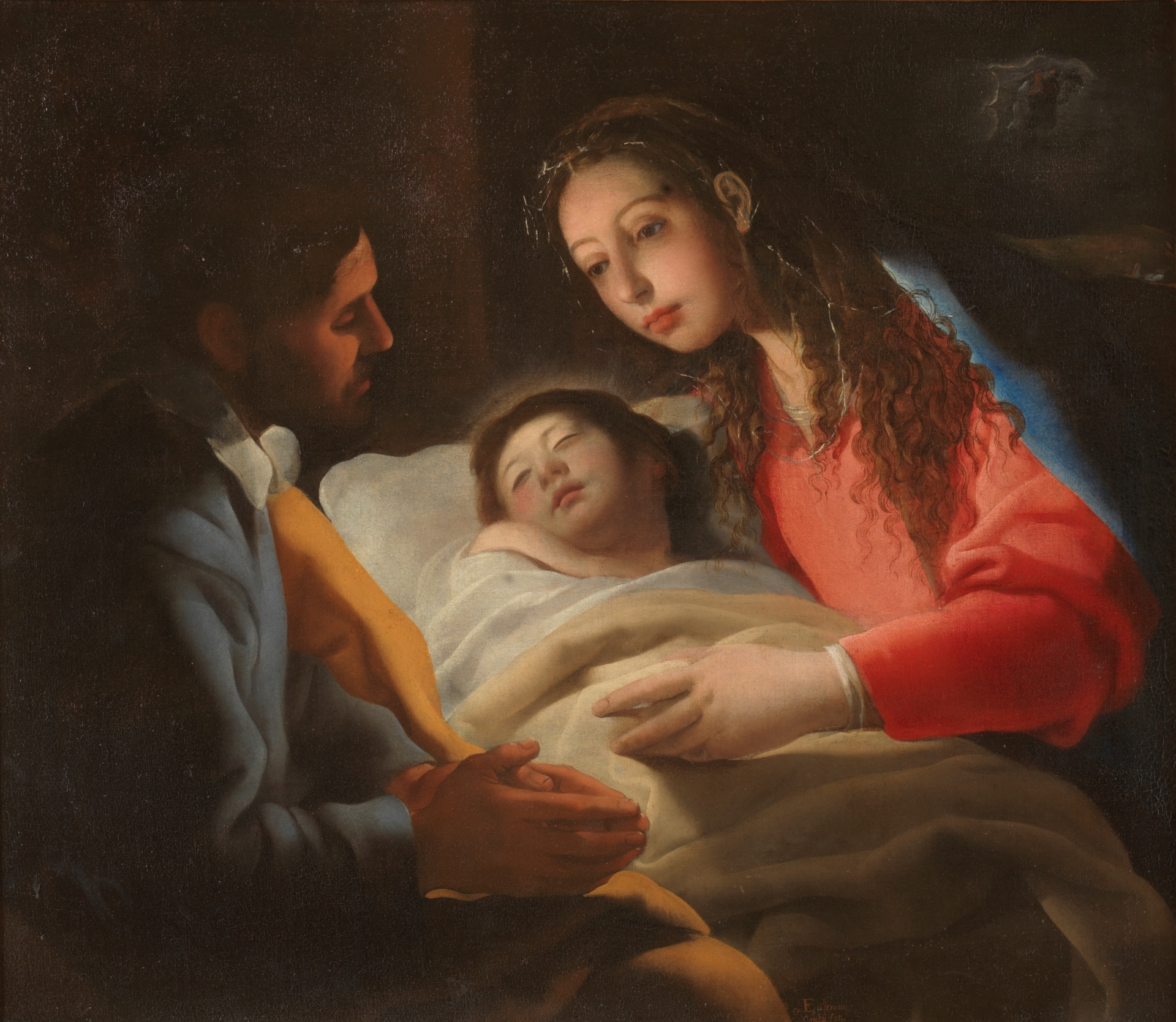
Geburt Jesu, um 1610, Öl auf Leinwand, 70,2 × 80,5 cm, Museo del Prado, Madrid

## Werke (Auswahl)

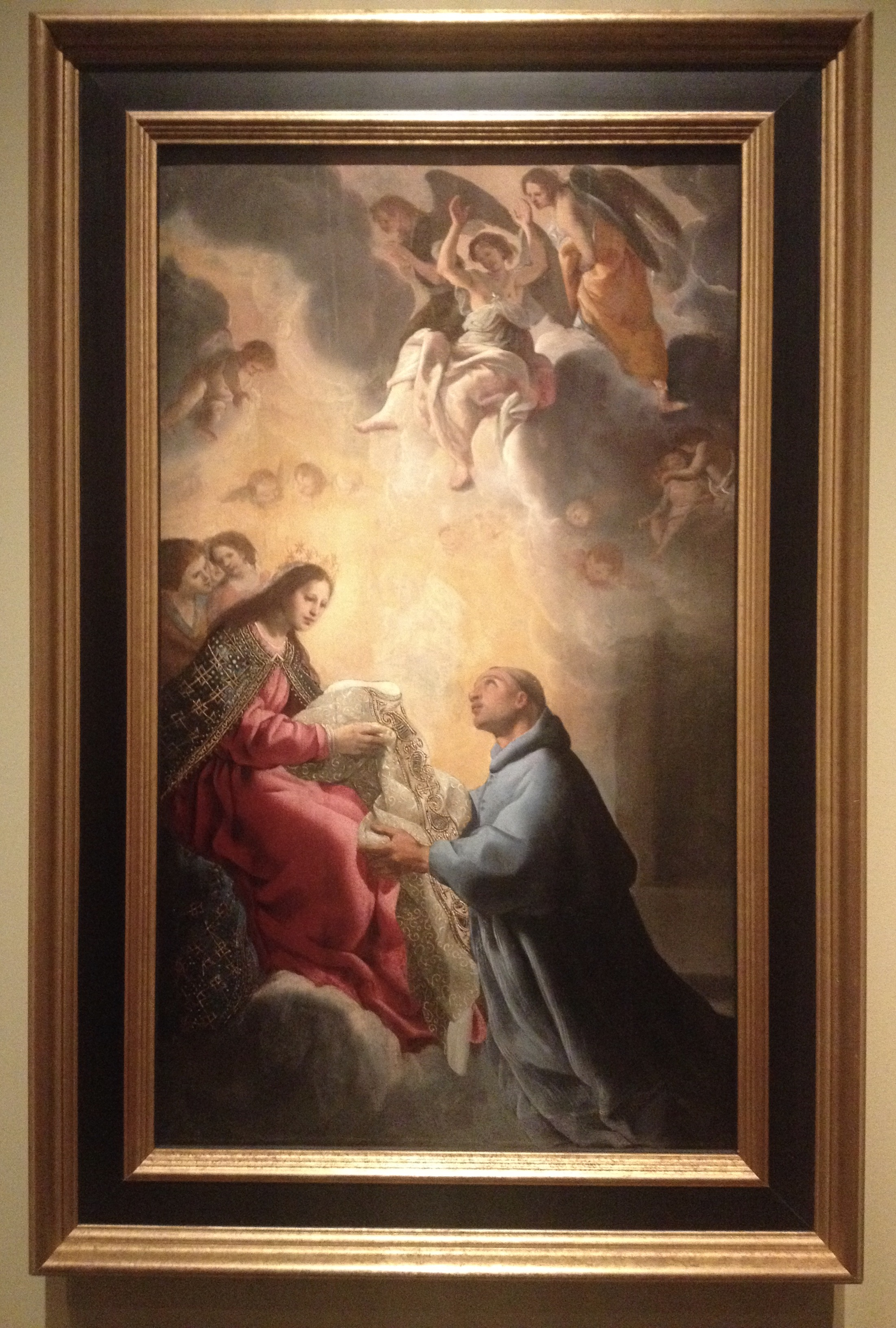
Einkleidung des hl. Ildefonso durch die Madonna, um 1615, Öl auf Holz, 82,5 × 49,0 cm, Musée des Beaux-Arts, Bordeaux

- Die Madonna überreicht dem hl. Ildefonso die Kasel, um 1600, Prado, Madrid
- Mariä Himmelfahrt, 1603, Prado, Madrid
- Umarmung der Hl. Joachim und Anna, 1604, Real Academia de San Fernando, Madrid
- Leda und der Schwan, 1604, Prado, Madrid (Kopie nach Correggio !)
- Entführung des Ganymed, 1604, Prado, Madrid (Kopie nach Correggio !)
- Bildnis des Kardinal Cisneros, 1604
- Freskendekor im Audienzsaal des Palacio del Pardo, 1607–1609 (verloren)
- Geburt Jesu, um 1610, Prado, Madrid
- mit Vicente Carducho: Wandmalereien, 1615–1616, in der Capilla del Sagrario der Kathedrale von Toledo
- Die hl. Leocadia, um 1616, Kirche Santa Leocadia, Toledo
- Madonna mit Kind und Engeln, 1618, Prado, Madrid
- mit Vicente Carducho: Hauptaltar, 1618, des Monasterio de Guadalupe, Cázeres
- mit Vicente Carducho: Retabel, 1619, der Kirche von Algete (Madrid)
- Mariä Himmelfahrt (1629) und das Martyrium des hl. Philippus (1630), Gemeindekirche von Torrelaguna
- Anbetung der Könige, Szepmüveszeti Müzeum, Budapest
- Christus auf dem Kalvarienberg, Prado, Madrid (im Depot in der Universität von Barcelona)
- Leben des Agamemnon, 1631 (verloren)